# Carroll Arnett
Carroll Arnett o Gogisgi (Oklahoma City, 1927-1997) fou un escriptor nord-americà, mig cherokee i mig francès, que serví a la marina el 1946-1947, i que el 1951 es graduà a la Universitat. Ensenyà Literatura al Nasson College i escrigué poemes i narracions com Come (1973), Earlier (1972), Engine (1988), Like a wall (1969), Not only that (1967), Rounds (1982), Spells (1995), Tsalagi (1976), Through the woods (1971) i altres.